# Larivière-Arnoncourt
Larivière-Arnoncourt est une commune française, située dans le département de la Haute-Marne en région Grand Est.

## Géographie
Le territoire de la commune est traversé par la ligne de partage des eaux : Atlantique/Méditerranée.
|                    | Breuvannes-en-Bassigny | Romain-aux-Bois (Vosges)             |
| Parnoy-en-Bassigny | Larivière-Arnoncourt   | Lamarche (Vosges)                    |
|                    | Aigremont              | Mont-lès-Lamarche (Vosges), Serqueux |

### Hydrographie
La commune est traversée par la ligne de partage des eaux entre les bassins versants de la Meuse et de la Saône au sein respectivement du bassin Rhin-Meuse et du bassin Rhône-Méditerranée-Corse. Elle est drainée par l'Apance, le ruisseau du Roteux, le Trou Vérion, le ruisseau de la Côte d'Envie, le ruisseau du Dégout, le ruisseau du Fort-Ferré, le ruisseau du Renoy et le ruisseau du Rôlard,.
L'Apance, d'une longueur de 34 km, prend sa source dans la commune de Serqueux et se jette  dans la Saône à Châtillon-sur-Saône, après avoir traversé huit communes. 

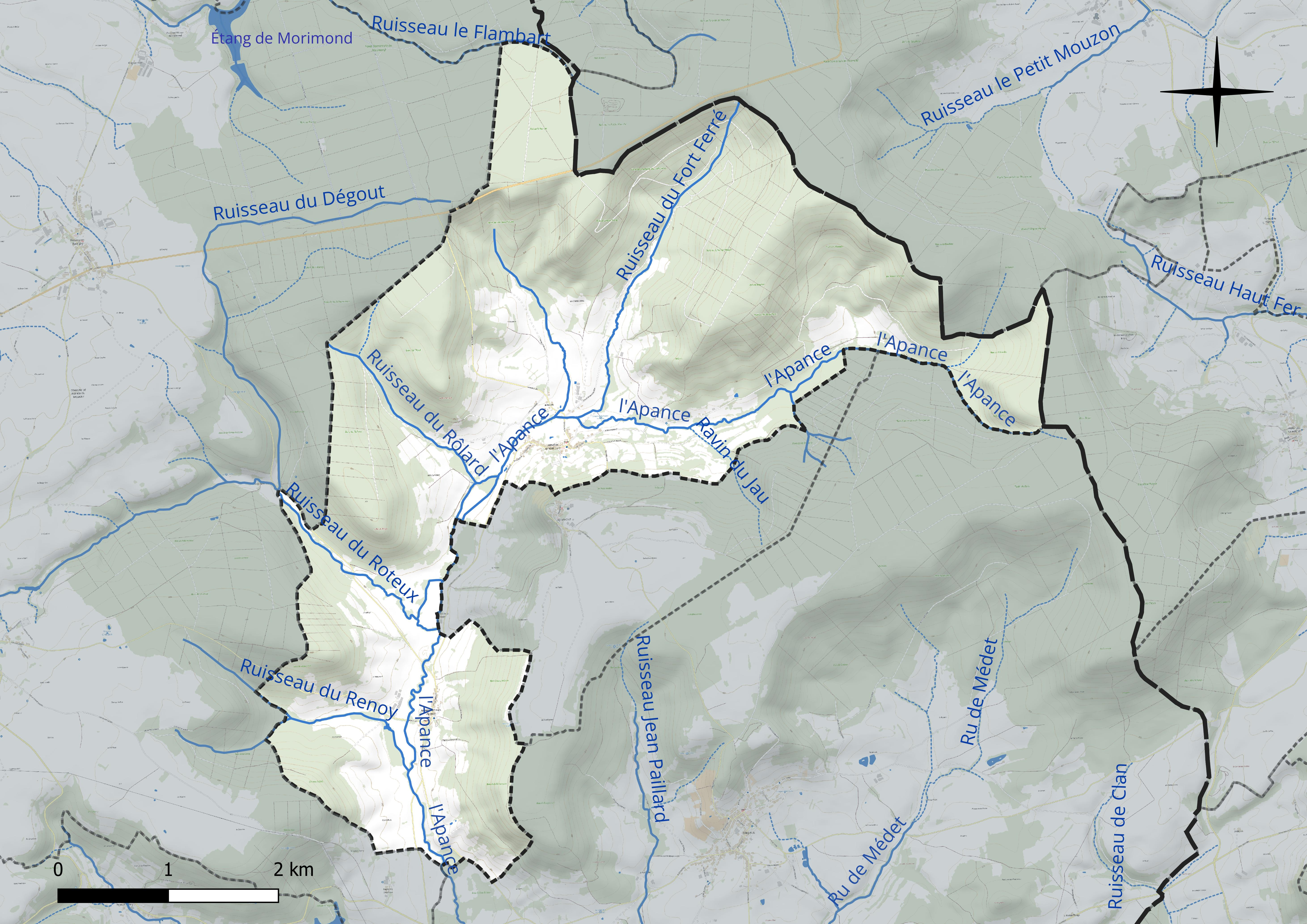
Réseau hydrographique de Larivière-Arnoncourt.

### Climat
Pour des articles plus généraux, voir Climat du Grand Est et Climat de la Haute-Marne.
En 2010, le climat de la commune est de type climat de montagne, selon une étude du Centre national de la recherche scientifique s'appuyant sur une série de données couvrant la période 1971-2000. En 2020, Météo-France publie une typologie des climats de la France métropolitaine dans laquelle la commune est exposée à un climat océanique altéré et est dans la région climatique  Lorraine, plateau de Langres, Morvan, caractérisée par un hiver rude (1,5 °C), des vents modérés et des brouillards fréquents en automne et hiver. 
Pour la période 1971-2000, la température annuelle moyenne est de 9,7 °C, avec une amplitude thermique annuelle de 17 °C. Le cumul annuel moyen de précipitations est de 982 mm, avec 13,2 jours de précipitations en janvier et 9,3 jours en juillet. Pour la période 1991-2020, la température moyenne annuelle observée sur la station météorologique de Météo-France la plus proche, « Val-de-Meuse », sur la commune de Val-de-Meuse à 17 km à vol d'oiseau, est de 9,9 °C et le cumul annuel moyen de précipitations est de 917,4 mm. 
La température maximale relevée sur cette station est de 39,5 °C, atteinte le 25 juillet 2019 ; la température minimale est de −25 °C, atteinte le 18 janvier 1966,,. 
Les paramètres climatiques de la commune ont été estimés pour le milieu du siècle (2041-2070) selon différents scénarios d'émission de gaz à effet de serre à partir des nouvelles projections climatiques de référence DRIAS-2020. Ils sont consultables sur un site dédié publié par Météo-France en novembre 2022.

## Urbanisme

### Typologie
Au 1er janvier 2024, Larivière-Arnoncourt est catégorisée commune rurale à habitat dispersé, selon la nouvelle grille communale de densité à sept niveaux définie par l'Insee en 2022.
Elle est située hors unité urbaine et hors attraction des villes,.

### Occupation des sols
L'occupation des sols de la commune, telle qu'elle ressort de la base de données européenne d’occupation biophysique des sols Corine Land Cover (CLC), est marquée par l'importance des forêts et milieux semi-naturels (63,6 % en 2018), une proportion identique à celle de 1990 (63,6 %). La répartition détaillée en 2018 est la suivante : 
forêts (63,6 %), prairies (30,3 %), zones agricoles hétérogènes (4,6 %), zones urbanisées (1,4 %). L'évolution de l’occupation des sols de la commune et de ses infrastructures peut être observée sur les différentes représentations cartographiques du territoire : la carte de Cassini (XVIIIe siècle), la carte d'état-major (1820-1866) et les cartes ou photos aériennes de l'IGN pour la période actuelle (1950 à aujourd'hui).

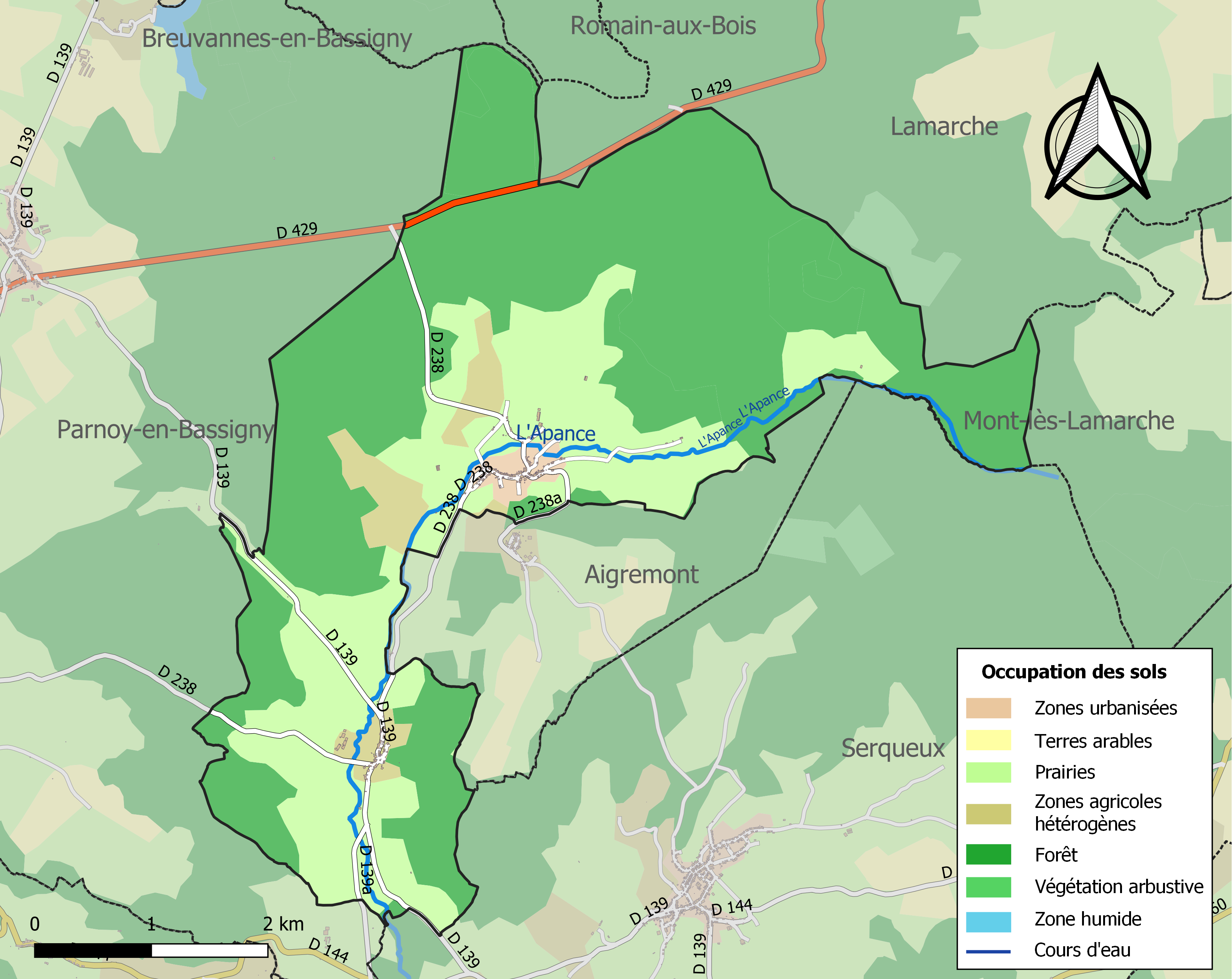
Carte des infrastructures et de l'occupation des sols de la commune en 2018 (CLC).

## Toponymie
Larivière est attesté sous les formes Riparia (1262) ; « La ville de la Rivière, qui est dessoubz Aigremont » (1445) ; La Ryvière (1538) ; Larivière (1858).

De l'oïl rivière « bords d'un cours d'eau, rivage, terrain qui borde un cours d'eau ».
Arnoncourt est attesté sous les formes Arnoncort (1199) ; Arnoncourt (1553) ; Arnoncour (XVIIIe siècle).

## Histoire
Le 1er septembre 1973, la commune d'Arnoncourt-sur-Apance est rattachée sous le régime de la fusion-association à celle de Larivière-sur-Apance qui devient Larivière-Arnoncourt.

## Politique et administration
| Période                                  | Période  | Identité          | Étiquette | Qualité |
| ---------------------------------------- | -------- | ----------------- | --------- | ------- |
| Les données manquantes sont à compléter. |          |                   |           |         |
| mars 2001                                | 2008     | Raymond Lucas     |           |         |
| 2008                                     | En cours | Danièle Grandjean |           |         |

## Population et société

### Démographie
L'évolution du nombre d'habitants est connue à travers les recensements de la population effectués dans la commune depuis 1800. Pour les communes de moins de 10 000 habitants, une enquête de recensement portant sur toute la population est réalisée tous les cinq ans, les populations de référence des années intermédiaires étant quant à elles estimées par interpolation ou extrapolation. Pour la commune, le premier recensement exhaustif entrant dans le cadre du nouveau dispositif a été réalisé en 2008.

En 2022, la commune comptait 122 habitants, en évolution de +7,02 % par rapport à 2016 (Haute-Marne : −4,62 %, France hors Mayotte : +2,11 %).
| 1800 | 1806 | 1821 | 1831 | 1836 | 1841 | 1846 | 1851 | 1856 |
| ---- | ---- | ---- | ---- | ---- | ---- | ---- | ---- | ---- |
| 685  | 922  | 700  | 841  | 801  | 792  | 796  | 808  | 690  |

| 1861 | 1866 | 1872 | 1876 | 1881 | 1886 | 1891 | 1896 | 1901 |
| ---- | ---- | ---- | ---- | ---- | ---- | ---- | ---- | ---- |
| 744  | 789  | 767  | 784  | 823  | 712  | 673  | 623  | 561  |

| 1906 | 1911 | 1921 | 1926 | 1931 | 1936 | 1946 | 1954 | 1962 |
| ---- | ---- | ---- | ---- | ---- | ---- | ---- | ---- | ---- |
| 531  | 470  | 372  | 321  | 290  | 275  | 224  | 216  | 164  |

| 1968 | 1975 | 1982 | 1990 | 1999 | 2006 | 2008 | 2013 | 2018 |
| ---- | ---- | ---- | ---- | ---- | ---- | ---- | ---- | ---- |
| 143  | 167  | 154  | 151  | 158  | 148  | 145  | 123  | 119  |

| 2022 | - | - | - | - | - | - | - | - |
| ---- | - | - | - | - | - | - | - | - |
| 122  | - | - | - | - | - | - | - | - |